# Escala d'Allport
L'escala d'Allport és una mesura de la manifestació de prejudicis en una societat. També es coneix com a escala de prejudicis i discriminació d'Allport o escala de prejudicis d'Allport. Va ser ideat pel psicòleg Gordon Allport el 1954.

## L'escala
L'escala de prejudicis d'Allport va de l'1 al 5.
- Antilocució: l'antilocució es produeix quan un membre del grup pretén lliurement imatges negatives d'un grup (que en l'article anomenarem extern).[2] El discurs d'odi s'inclou en aquesta etapa.[3] És considerat comunament inofensiu per la majoria. L'antilocució en si no és perjudicial, però prepara l'escenari per a actuacions més severes (vegeu també acudit ètnic).
- Evitació: els membres del grup eviten activament les persones del grup extern.[2] No es pretén cap dany directe, però el dany psicològic sovint resulta de l'aïllament (vegeu també exclusió social).
- Discriminació: el grup extern és discriminat en negar-los oportunitats i serveis, posant en pràctica els prejudicis.[2] Els comportaments tenen la intenció de perjudicar el grup extern impedint-los assolir objectius, obtenir educació o feina, etc. Alguns exemples inclouen les lleis Jim Crow als EUA, l'apartheid a Sud-àfrica i les lleis de Nuremberg a l'Alemanya dels anys 30.
- Atac físic: els membres del grup vandalitza, crema o destrueix d'una altra manera la propietat del grup i realitza atacs violents contra individus o grups.[2] Els danys físics es fan als membres del grup extern. Alguns exemples inclouen els pogroms contra jueus a Europa, els linxaments de negres als EUA, la violència continuada contra els hindús al Pakistan i els musulmans a l'Índia.
- Extermini: l'interior del grup busca l'extermini o l'eliminació del grup extern.[2] Intenten eliminar la totalitat o una gran part del grup no desitjat de persones. Alguns exemples inclouen el genocidi cambodjà, la Solució Final a l'Alemanya nazi, el genocidi de Ruanda, el genocidi armeni, el genocidi grec, el genocidi dels pobles natius a Amèrica del Nord i les fams irlandeses i bengalí.

Aquesta escala no s'ha de confondre amb l'Escala d'orientació religiosa d'Allport i Ross (1967), que és una mesura de la maduresa de la convicció religiosa d'un individu.